# Saddle Butte (Montana)
Saddle Butte es un lugar designado por el censo ubicado en el condado de Hill en el estado estadounidense de Montana. En el Censo de 2010 tenía una población de 128 habitantes y una densidad poblacional de 17,99 personas por km².

## Geografía
Saddle Butte se encuentra ubicado en las coordenadas 48°31′25″N 109°38′51″O / 48.52361, -109.64750. Según la Oficina del Censo de los Estados Unidos, Saddle Butte tiene una superficie total de 7.11 km², de la cual 7.11 km² corresponden a tierra firme y (0%) 0 km² es agua.

## Demografía
Según el censo de 2010, había 128 personas residiendo en Saddle Butte. La densidad de población era de 17,99 hab./km². De los 128 habitantes, Saddle Butte estaba compuesto por el 95.31% blancos, el 0% eran afroamericanos, el 0% eran amerindios, el 0% eran asiáticos, el 0% eran isleños del Pacífico, el 3.91% eran de otras razas y el 0.78% pertenecían a dos o más razas. Del total de la población el 4.69% eran hispanos o latinos de cualquier raza.